# Stadtkirche Neubukow

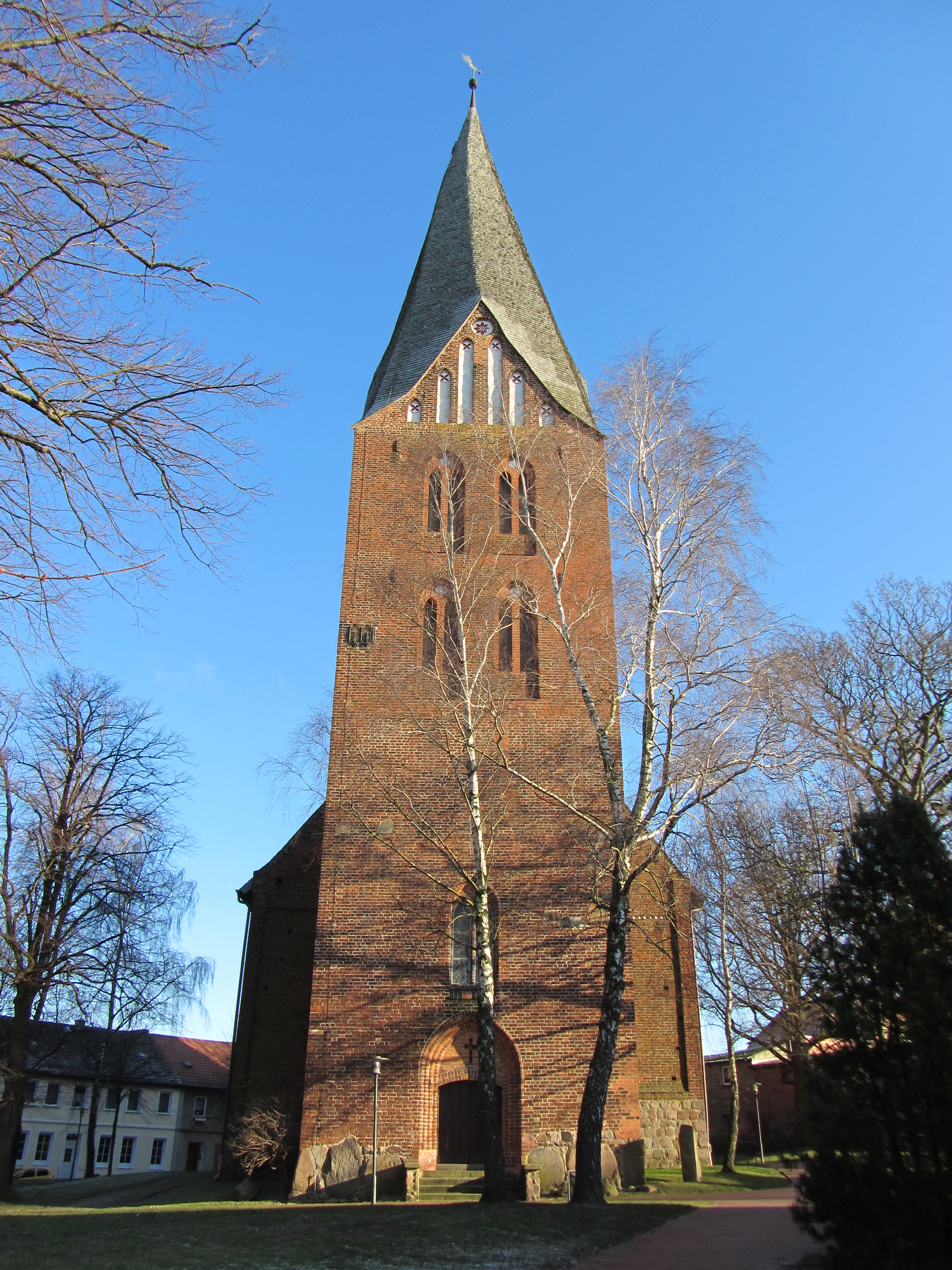
Stadtkirche Neubukow

Die Stadtkirche Neubukow ist ein denkmalgeschütztes Kirchengebäude in Neubukow im Landkreis Rostock (Mecklenburg-Vorpommern). Die Evangelisch-lutherische Kirchengemeinde Neubukow und Westenbrügge gehört zur Propstei Wismar im Kirchenkreis Mecklenburg der Evangelisch-Lutherischen Kirche in Norddeutschland.

## Geschichte und Architektur
Das Gebäude ist eine frühgotische, dreischiffige Hallenkirche aus Backstein zu zwei Jochen. Sie wurde etwa gleichzeitig mit der Stadtgründung in der zweiten Hälfte des 13. Jahrhunderts mit einem zweijochigen, eingezogenen rechteckigen Chor errichtet. Der Chor ist dendrochronologisch auf 1261 datiert, das Schiff auf 1286. Der Westturm wurde erst Mitte des 15. Jahrhunderts errichtet, gehört also zeitlich der Spätgotik an.
Diese Kirche gehört zu den zwanzig Kirchen im Land Ilow, die Heinrich der Pilger 1266 mit einer Stiftung von Brot und Wein bedacht hat.
Sie unterstand zeitweise dem Patrozinium der Heiligen Petrus und Paulus.  Der Neubukower Pastor August Müller (1853 bis 1898) in Neubukow schreibt in seinem Observanzbuch der Pfarre Neubuckow: Nach einer Angabe des Präpositus Christoph Mussaeus, der von 1779 bis 1798 amtierte, in dem ältesten noch vorhandenen Kirchenbuche auf dem Titelblatte führt diese Kirche den Namen Petri-Pauli-Kirche. Dieses Patrozinium ist erst seit 1736 belegt; von Historikern wird es nicht als das ursprüngliche angesehen, das vermutlich St. Maria und St. Nikolaus lautete. Der Westturm steht auf einem quadratischen Grundriss, er wurde im 15. Jahrhundert angefügt. Die Wände des Chores, der Schiffe und des 52 Meter hohen Turmes stehen auf unterschiedlich hohen Feldsteinsockeln. Die Wände des Chores und des Schiffes sind durch Ecklisenen betont. Das Giebeldreieck des Chorgiebels ist mit einem liegenden Fischgrätenmuster aus wechselnden Reihen glasierter und unglasierter Mauerziegeln gestaltet. Die Wände des Langhauses sind durch dreiteilige Spitzbogenfenster mit einem Viertelstabprofil gegliedert. Die Gliederung der Chorwände erfolgt durch paarweise Spitzbogenfenster mit einer schrägen Laibung. Die Ostwand des Chors hat eine Dreiergruppe von Lanzettfenstern. Die Gewände des Portales im mittleren Joch und die der ehemaligen Priesterpforte sind unterschiedlich profiliert. Die Laibungen und nähere Umgebung der Chorfenster und die Laibung des Südportals sind jeweils abwechseln glasiert. Die Mauervorlagen sind giebelförmig abgeschlossen. Die Wände des Turmes sind durch das schlichte Portal und darüber die Fenster in zwei Geschossen gegliedert. Über den vier Blendengiebeln darüber, schließt der Turm mit einem achtseitigen, schindelgedecktem Helm. Er war in den Seekarten als Orientierungshilfe für die Seefahrer eingetragen. Glasierte Terrakottafiguren der Heiligen Maria und Nikolaus stehen im nördlichen und westlichen Giebel.
Im Innenraum ruhen im Chor querrechteckige Kreuzrippengewölbe über Wandvorlagen mit Runddiensten. Die Kreuzrippengewölbe in der Halle ruhen auf Kreuzpfeilern mit eingestellten Runddiensten. In den Fenstern an der Ostseite sind Christus, Moses und Johannes Evangelist dargestellt. Sie wurden 1858 eingebaut.
In den Kirchenakten des Staatsarchives von 1666 ist ein Schriftstück mit folgender Meldung überliefert: „...daß hiesiger Kirchturm und -dach bei so langwierigen Kriegswirren baufällig geworden, daß, da selbiger Schaden nicht bald fürgebauet werden, der Kirche und dem Turm unwiederbringlich Ruin zustoßen würde“. Wahrscheinlich hat im Dreißigjährigen Krieg der Dachstuhl des Langhauses großen Schaden genommen und wurde danach flacher gestellt.
Bei einer Renovierung von 1857/58 wurden die Seitenschiffe und die Turmhalle, die zum Mittelschiff hin geöffnet ist, durch neugotische Emporen aus Holz verstellt. Für 1817 ist eine Kirchenrenovierung durch eine wiedergefundene Inschrift über dem Chor belegt. 1999 wurden die mittelalterlichen Ornamente in den Schildgiebeln  des Turmes nach Befund nachgezeichnet.

## Relieftafeln am Turm
Die beiden Relieftafeln sind identisch glasiert, sie zeigen die Heiligen Maria und Nikolaus und wurden in einer Brennerei in Wismar hergestellt. Vermutlich war die Kirche auch diesen Heiligen geweiht. Nikolaus ist der Schutzpatron der Seefahrer und der Überlieferung nach soll die Kirche früher ein Seezeichen gewesen sein. Die Tafeln sind in das Mauerwerk eingefügt. Solche Tafeln finden sich auch an der Georgenkirche und an der Nikolaikirche in Wismar.

## Ausstattung

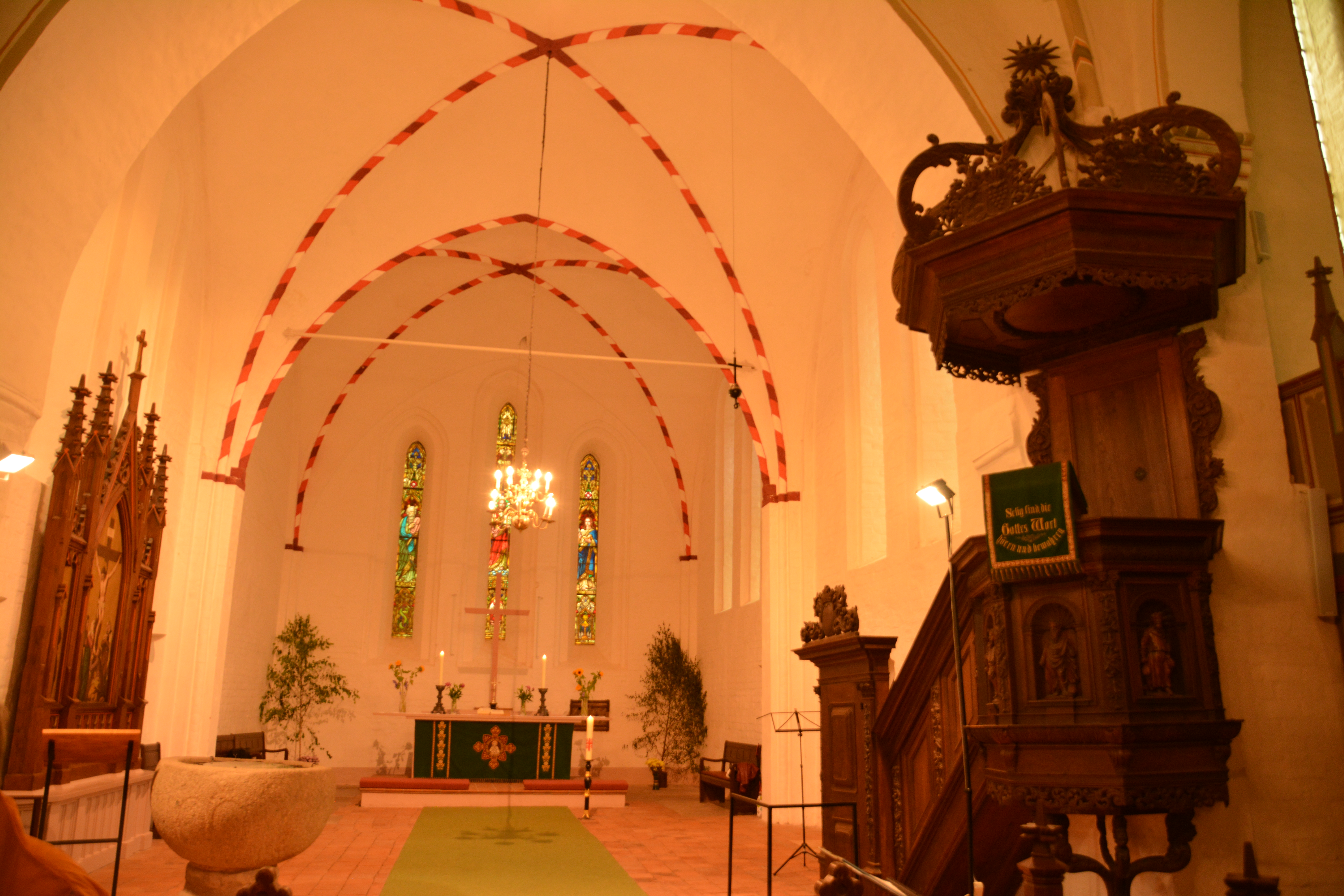
Innenansicht, Blick nach Osten

Die Ausstattung wurde zum überwiegenden Teil erneuert.
- Der mit einem Wimperg und Fialen bekrönte neugotische Altaraufsatz ist mit Gemälden von Gaston Lenthe ausgestattet. Sie zeigen die Kreuzigung Christi sowie die Apostel Petrus und Paulus.
- Das Taufbecken aus Granit wurde im 13. Jahrhundert geschaffen, es stand ursprünglich in der Kirche von Alt Karin. Der Fuß ist mit vier Köpfen in reliefartiger Darstellung geschmückt, die Kuppa ist mit rundbogigen Blendarkaden verziert. Der Taufstein war wohl im 19. Jahrhundert als unmodern entsorgt worden und diente seitdem im Park des Gutes in Alt Karin als Blumenkübel. Der Pastor Gloede entdeckte die Fünte und holte sie nach Neubukow zurück. Der Interimstaufstein aus billigem hellen Sandstein wurde weggeworfen. Fotos der Taufe sind in der Chronik Neubukow von Sebastian Heißel und im Schlie abgebildet.[11] Pastor August Müller schreibt in seinem Observanzbuch: Im Jahre 1859 wurde ein neuer Tauf-Apparat angeschafft: Ein gusseiserner reichbroncierter Taufstein mit Deckel wurde unter dem Arcus triumphalis (Triumphbogen) auf einen behauenen Felsstein gestellt und in demselben befestigt. 1859 wurde eine Taufschale aus Messing gekauft, die auch heute noch benutzt wird. Von dem Tauf-Apparat ist nur der Sockel aus Fels erhalten, er liegt neben dem Kirchturm. Der alte Taufstein wurde in dem Kellerfundament eines Privathauses vermauert.[12]
- Die geschnitzte Kanzel aus Eichenholz vom Ende des 17. Jahrhunderts ist aufwändig gearbeitet. In den Nischen des Korbes, mit Pilastergliederung, stehen Relieffiguren der vier Evangelisten. Die Kanzel ist mit einem Aufgang und einem Schalldeckel ausgestattet.
- Das Fragment einer Grabplatte von 1517 für Theoderich Runge ist erhalten, eine Ritzzeichnung zeigt den Geistlichen.
- Das Gestühl wurde, wie auch die Emporen im 19. Jahrhundert angefertigt.
- Die vier Glocken wurden in den Jahren 1930, 1951 und 1975 gegossen.
- Die Kirche beherbergt einige bemerkenswerte sakrale Gegenstände, wie zwei Kelche und Patenen aus vergoldetem Silber, von 1729 und 1733. Eine Dose aus Silber ist vom 18. Jahrhundert. Der Krankenkelch und die Patene aus Zinn wurden im 17/18. Jahrhundert angefertigt. Zwei Leuchterpaare aus Zinn wurden 1733 und 1743 gegossen.

### Orgel

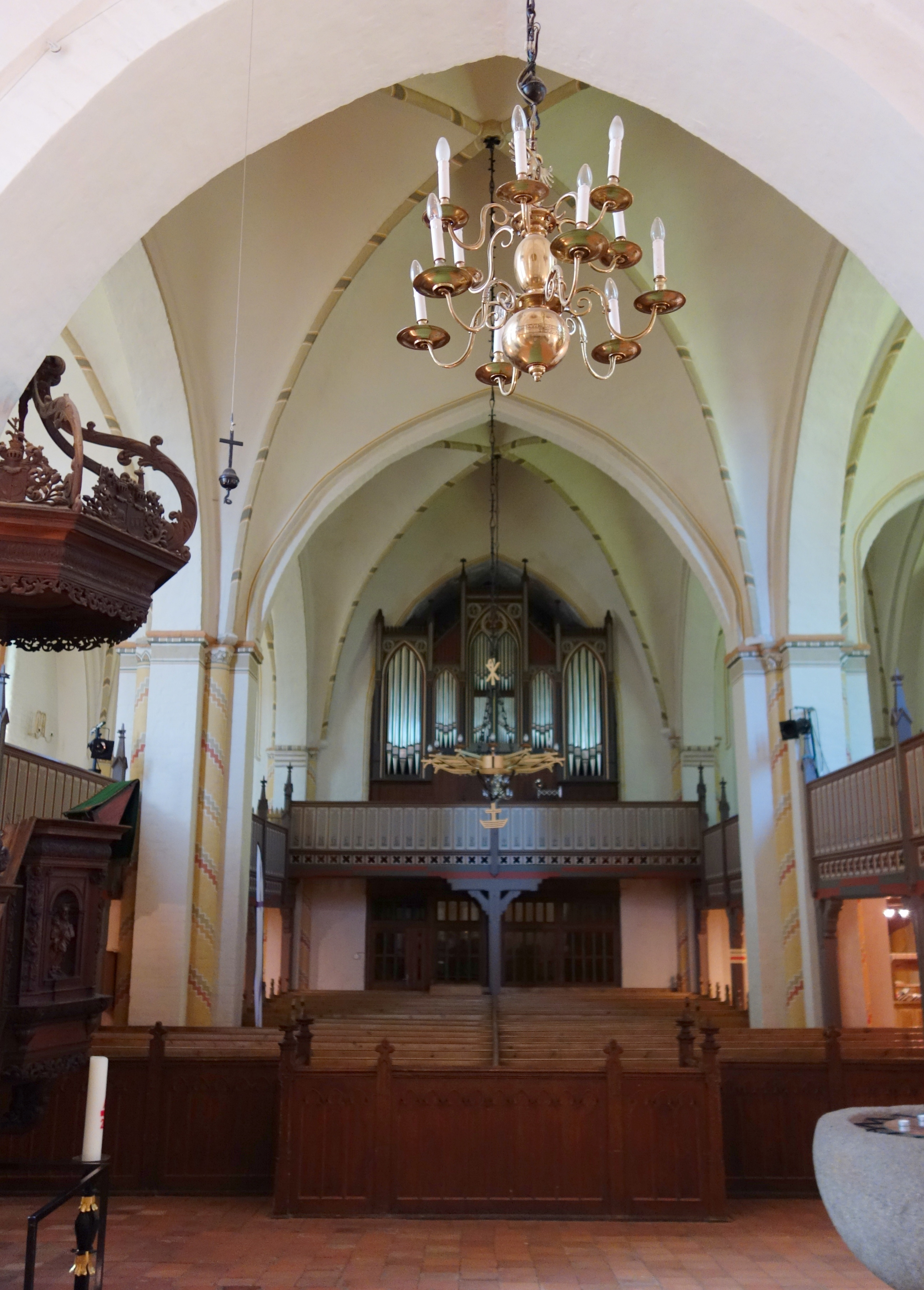
Blick auf die Orgelempore

Die Orgel wurde 1862 vom Hoforgelbauer Friedrich Friese III aufgestellt. Das Schleifladen-Instrument hat 15 Register auf zwei Manualen und Pedal. Die Spieltrakturen sind mechanisch. 2004 wurde das Instrument von der Orgelbaufirma Voigt restauriert und erhielt neue Prospektpfeifen; das Pfeifenwerk und die Technik blieben im Übrigen unverändert. Die Windversorgung erfolgt über drei Keilbälge, die in einer Kammer hinter der Orgel untergebracht sind.
| I Hauptwerk C–c3 |                |        |
| 1.               | Bordun         | 16’    |
| 2.               | Principal      | 08’    |
| 3.               | Viola di Gamba | 08’    |
| 4.               | Gedact         | 08’    |
| 5.               | Octave         | 04’    |
| 6.               | Spitzflöte     | 04’    |
| 7.               | Quinte         | 02 ⁄3’ |
| 8.               | Octave         | 02’    |

| II Oberwerk C–c3 |                  |     |
| 09.              | Geigen-Principal | 08’ |
| 10.              | Flöte            | 08’ |
| 11.              | Gemshorn         | 08’ |
| 12.              | Flöte            | 04’ |

| Pedalwerk C–c1 |           |     |
| 13.            | Subbaß    | 16’ |
| 14.            | Violon    | 16’ |
| 15.            | Bassflöte | 08’ |

- Spielhilfen: Sperrventile für jedes Einzelwerk; Ablassventil; Calcant; Koppeln als eiserne Fußtritte

### Glocken
Im Westturm befinden sich heute vier Glocken. Von denen ist die Größte 1975 von der VEB Apoldaer Glockengießerei, die dritte 1930 von M. &. O Ohlsson in Lübeck und die Glocken zwei und vier 1951 von F. Schilling in Apolda gegossen.
| Glocke     | Gießer                               | Gussjahr | Material | Gewicht (ca.) | Nominal |
| ---------- | ------------------------------------ | -------- | -------- | ------------- | ------- |
| Ewigkeit   | VEB Apoldaer Glockengießerei, Apolda | 1975     | Bronze   | 1.600 kg      | d'      |
| Frieden    | F. Schilling, Apolda                 | 1951     | Bronze   | 930 kg        | f'      |
| Vaterunser | M. & O. Ohlsson, Lübeck              | 1930     | Bronze   | 460 kg        | a'      |
| Tauf       | F. Schilling, Apolda                 | 1951     | Bronze   | 250 kg        | c''     |

Inschriften Ewigkeitsglocke:
- An der Schulter: JESUS CHRISTUS GESTERN UND HEUTE UND DERSELBE AUCH IN EWIGKEIT+
- An der Flanke: DIE LEBENDEN RUFE ICH ZUR ANDACHT HERZU, DEN TOTEN LÄUTE ICH FRIEDEN UND RUH, MENSCHEN KOMMEN UND GEHEN - GOTT BLEIBT BESTEHN.
- Darunter: ANNO DOMINI 1975

Inschriften Friedensglocke:
- An der Schulter: EHRE SEI GOTT IN DER HÖHE UND FRIEDEN AUF ERDEN UND DEN MENSCHEN EIN WOHLGEFALLEN · ER IST UNSER FRIEDE
- An der Flanke: Über einer Ritzzeichnung von Christus Wörter: JESUS, CHRISTUS, HERR
- Am Wolm: A.D. 1950 BEI DER 100-JAHRFEIER DER GEMEINDE NEUBUKOW BEGANN ES MIT GOTTES HILFE GELANG ES IN APOLDA IM HERBST 1951

H. ZANDER - IN PANZOW : H. REPPENHAGEN - IN ZARFZOW : W. FREHSE - IN RAVENSBERG : W. HARTWIG - IN DER STADT : SYDONALER C. BRUESHABER E.v.d HEYDEN, E. ROSENKRANZ - ALS KIRCHENGEMEINDERÄTE HALFEN : IN MALPENDORF : F. JONAS - IN SPRIEHUSEN : H. WESTENDORF - IN BUSCHMUEHLEN : R. WEGNER - IN RAKOW : A. PAHL - IN TESSMANNSDORF

Inschriften Vaterunserglocke:
- An der Schulter: GEGOSSEN VON M. u O. OHLSSON IN LÜBECK.
- An der Flanke: DER HERR SEGNE UND BEHÜTE UNS.
- An der Schärfe: 1755 GEGOSSEN VON J.V. SCHULTZ LÜBECK 1815 UMGEGOSSEN VON L.G. LONDRE LÜBECK, 1917 FÜRS VATERLAND GEOPFERT, 1930 VON DER KIRCHENGEMEINDE NEU BESCHAFFT.

Inschriften Taufglocke:
- An der Schulter: EIN HERR, EIN GLAUBE, EINE TAUFE
- An der Flanke: Über einer Ritzzeichnung von Jesus Wörter: JESUS CHRISTUS HEILAND
- Am Wolm: IM JAHRE DES HERRN + 1951 GEGOSSEN
- An der Schärfe: ALS WEITERE KIRCHENÄLTESTE WAREN A. HOLDAK, O. WULF, E. ALMSTÄDT, K. RENECKE, W. WIEK, B: NEVER F. GRASSMÄDER, O. WIGGER, B. KRÄMER, H. KLOSTERMANN, S. WEINKAUF, P. AWE, W. CZERNIETZKI, H. RODATRZ, L. RIETENTIET UND KÜSTER P. STRAMM

1899 erwähnt Schlie nur drei. Davon wurde die grössere 1749 von Otto Gerhard Meyer in Rostock, die beiden anderen von L. G. W. Landre in Lübeck gegossen. Zudem waren die beiden kleinen Glocken umgüsse von älteren, von denen die größere von Conrad Kleymann in Lübeck und die kleinere von Johann Valentin Schultz in Rostock gegossen wurde.

Glocke im Chorgiebel
Eine Besonderheit stellt eine weitere Glocke im Ostgiebel des Chors dar; Sie ist das älteste erhaltene Instrument der Kirche und wurde wohl um 1400 gegossen. Befinden tut sie sich in einem Fensterdurchbruch am Ostgiebel des Chors.
In mehreren mecklenburgischen Kirchen war es üblich, dass sich, abgesehen von dem Hauptgeläut im Turm, eine weitere, kleine Glocke im Ostgiebel des Kirchenschiffes befand. Diese dienten wohl in vorreformatischer Zeit als Wandlungsglocken, in nachreformatischer Zeit als Betglocken.
Diese Glocke wird aber heute nur noch selten, ab und zu bei Taufen, geläutet.
In den nebenstehenden Tabellen werden technische sowie musikalische Daten der Glocke beschrieben.
| Glocke          | Gießer | Gussjahr | Durchmesser | senk. Höhe | schräge Höhe | Schlagringstärke | Material | Gewicht |
| --------------- | ------ | -------- | ----------- | ---------- | ------------ | ---------------- | -------- | ------- |
| ehem. Betglocke | -      | ~1400    | 323mm       | 285mm      | 305mm        | 35mm             | Bronze   | ~35kg   |

| Glocke          | Nominal  | Unterton | Prime    | Terz   | Quinte    | Oktave    |
| --------------- | -------- | -------- | -------- | ------ | --------- | --------- |
| ehem. Betglocke | gis'''-7 | g''+5    | d'''−1,5 | b'''−2 | cis''''+5 | gis''''−7 |

## Denkmalgeschütztes Pfarrhaus

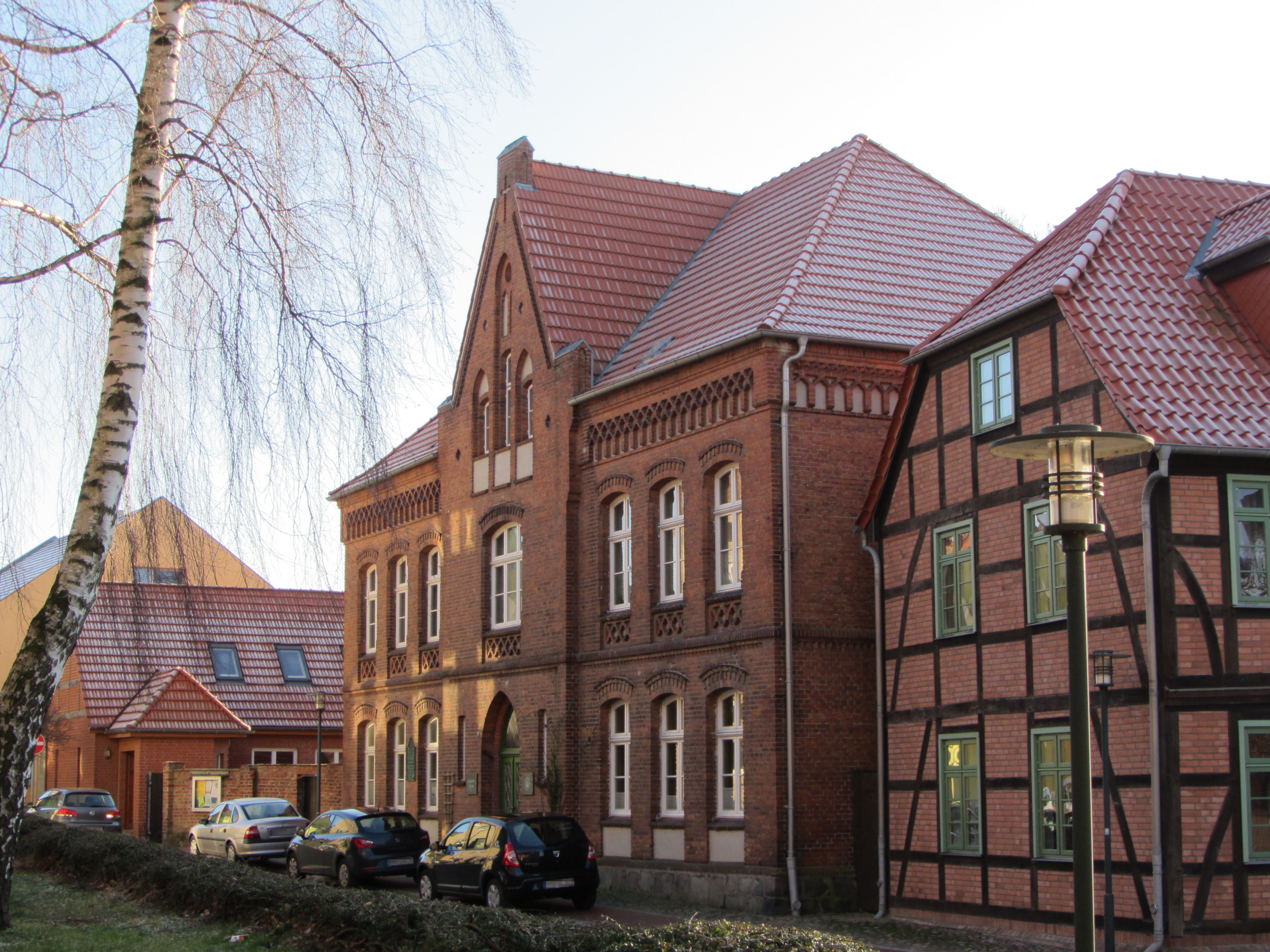
Pfarrhaus Neubukow

Gegenüber der Kirche steht das zur Gemeinde gehörige denkmalgeschützte Pfarrhaus, es wurde 1885 in Backstein errichtet. Im Vorgängergebäude von 1756 wurde Heinrich Schliemann geboren, dessen Vater Stadtpastor war. Es wurde 1881 abgebrochen. Das Pfarrhaus wurde 2008 mit Städtebauförderungsmitteln saniert.